# Diavolezza
El Diavolezza es un mirador de montaña sobre el Val Bernina en los Grisones. Tiene una altitud de 2973 metros y se encuentra entre Munt Pers (noroeste, 3207 metros) y Piz Trovat (sureste, 3146 metros.)
Desde Diavolezza se puede ver el pico más alto de los Alpes orientales: el Piz Bernina y el Vadret Pers, un afluente del glaciar Morteratsch (Vadret da Morteratsch).
Se puede llegar a la montaña en teleférico desde Val Bernina, el valle del puerto de Bernina. En la estación base del teleférico a 2093 metros hay una estación del tren Bernina Diavollezza en la línea Bernina del ferrocarril Rético (RhB)). En la estación superior, hay un restaurante con una terraza panorámica, así como un hotel que ofrece habitaciones de categoría y literas.
El Diavolezza es una de las zonas de esquí de la Alta Engadina (desde 1896 m hasta 3066 m). El área de esquí está conectada a la de Piz Lagalb, que se encuentra en el lado opuesto del valle. Las dos áreas generalmente se promueven como una sola, llamada Diavolezza-Lagalb. La zona de Diavolezza-Lagalb es conocida por sus pendientes difíciles, todas rojas y negras, así como por las buenas condiciones de nieve que a menudo duran hasta mayo. Especialmente popular es la difícil cuesta de 10 kilómetros por el glaciar Morteratsch hasta la estación de trenes de Morteratsch (la pendiente del glaciar está marcada y asegurada).
Cada mes en luna llena hay esquí a la luz de la luna al anochecer.

## La Leyenda
"La Diavolezza" - La bella diablesa
Érase una vez, hace muchos, muchos años, vivía en lo alto de las montañas una magnífica reina de las hadas. Vivía en su fortaleza de montaña entre Chapütschöl y Munt Pers, un lugar donde, entre riscos elevados y vastas extensiones rocosas de pedregales, un lago azul profundo en medio de una pradera de montaña cubierta de flores bala luz del sol,  manadas de vivaces rebecos dan vueltas y pastan en la exuberante hierba verde, donde los urogallos cloquean, alborotan y alzan el vuelo y luego se deslizan elegantemente hacia el suelo para alimentarse y cacarear un poco más. Luego, repentinamente los rebecos comienzan a correr con un largo y limpio galope.
Los cazadores rara vez veían a este magnífico espíritu y solo fugazmente, pero cuando lo hacían, miraban con cariño cómo se movía por las paredes rocosas del Munt Pers hasta el Lej de la Diavolezza para bañarse en sus refrescantes aguas. Con el tiempo, los jóvenes cazadores se volvieron indiscretos. La siguieron, protegida como siempre por su rebaño de gamuzas, a través de los acantilados rocosos hasta su fortaleza de piedra.
Nadie sabe realmente lo que sucedió entonces;  solo se puede imaginar. Un cazador tras otro desaparecieron, errando para siempre en el Munt Pers (o montaña perdida). Tal era el destino de Aratsch, un apuesto joven de la aldea, que nunca regresó de la cacería. Lo buscaron por todas partes, pero en vano, y finalmente se vieron forzados a suponer que había caído en una grieta del glaciar Munt Pers o que se había desplomado hasta morir. De hecho, cualquiera que luego permaneciera al anochecer entre el Macizo de Bernina podría escuchar la voz aullante del Diavolezza transmitida por el viento que soplaba, llamando: "Mort Ais Aratsch" (Aratsch está muerto).
Esta historia ha sido contada de una generación a otra y, con el tiempo, el hermoso prado alpino en la caldera del grupo Bernina se llamó Alp Morteratsch.
Pero aún la Diavolezza no descansaría, no hasta que el glaciar bajase poco a poco y cubriera toda la montaña con hielo y pedregales, hasta el valle. Solo entonces  finalmente abandonó la región y nunca más fue vista.